# Myron Scholes
Myron Samuel Scholes (Timmins (Ontario), 1 juli 1941) is een Canadees econoom.
Hij is een van de auteurs van de bekende Black-Scholes-formule. In 1997 ontving hij de Prijs van de Zweedse Rijksbank voor economie (bekend als Nobelprijs voor de Economie) door deze formule die hij samen met Fischer Black uitwerkte. Het belang van de formule is dat ze de kapitaalmarkt een eerste goede methode gaf voor de waardering van financiële instrumenten zoals opties. In 1994 maakte Scholes deel uit van het hedgefonds Long-Term Capital Management (LTCM) dat ondanks zijn kennis in 1998 met veel rumoer failliet ging.
1969: Frisch, Tinbergen ·
1970 : Samuelson ·
1971: Kuznets ·
1972: Hicks, Arrow ·
1973: Leontief ·
1974: Myrdal, Hayek ·
1975: Kantorovitsj, Koopmans ·
1976: Friedman ·
1977: Ohlin, Meade ·
1978: Simon ·
1979: Schultz, Lewis ·
1980: Klein ·
1981: Tobin ·
1982: Stigler ·
1983: Debreu ·
1984: Stone ·
1985: Modigliani ·
1986: Buchanan ·
1987: Solow ·
1988: Allais ·
1989: Haavelmo ·
1990: Markowitz, Miller, Sharpe ·
1991: Coase ·
1992: Becker ·
1993: Fogel, North ·
1994: Harsanyi, Nash, Selten ·
1995: Lucas ·
1996: Mirrlees, Vickrey ·
1997: Merton, Scholes ·
1998: Sen ·
1999: Mundell ·
2000: Heckman, McFadden ·
2001: Akerlof, Spence, Stiglitz ·
2002: Kahneman, Smith ·
2003: Engle, Granger ·
2004: Kydland, Prescott ·
2005: Aumann, Schelling ·
2006: Phelps ·
2007: Hurwicz, Maskin, Myerson ·
2008: Krugman ·
2009: Ostrom, Williamson ·
2010: Diamond, Mortensen, Pissarides ·
2011: Sims, Sargent ·
2012: Roth, Shapley  ·
2013: Fama, Hansen, Shiller  ·
2014: Tirole  ·
2015: Deaton  ·
2016: Hart, Holmström ·
2017: Thaler ·
2018: Nordhaus, Romer ·
2019: Banerjee, Duflo, Kremer ·
2020: Milgrom, Wilson ·
2021: Imbens, Angrist, Card ·
2022: Bernanke, Diamond, Dybvig ·
2023: Goldin ·
2024: Acemoglu, Johnson, Robinson
- Bibsys: 90584397
- Bibliothèque nationale de France: cb124215334 (data)
- CiNii: DA05981044
- Gemeinsame Normdatei: 139033394
- International Standard Name Identifier: 0000 0001 2321 3381
- Library of Congress Control Number: n88669589
- Bibliotheek van het Japanse parlement: 00861455
- Nationale Bibliotheek van Tsjechië: vse2010601554
- Nationale Bibliotheek van Israël: 987007446070005171
- Nationale Bibliotheek van Polen: a0000003269199
- Nederlandse Thesaurus van Auteursnamen: 074762672
- Système universitaire de documentation: 033339538
- Virtual International Authority File: 95629812
- WorldCat: E39PBJqk8gQFKcY9rVXKrhTmBP